# Victorwithius mimulus
Victorwithius mimulus är en spindeldjursart som först beskrevs av Beier 1954.  Victorwithius mimulus ingår i släktet Victorwithius och familjen Withiidae. Inga underarter finns listade i Catalogue of Life.